# Ростовская детская железная дорога

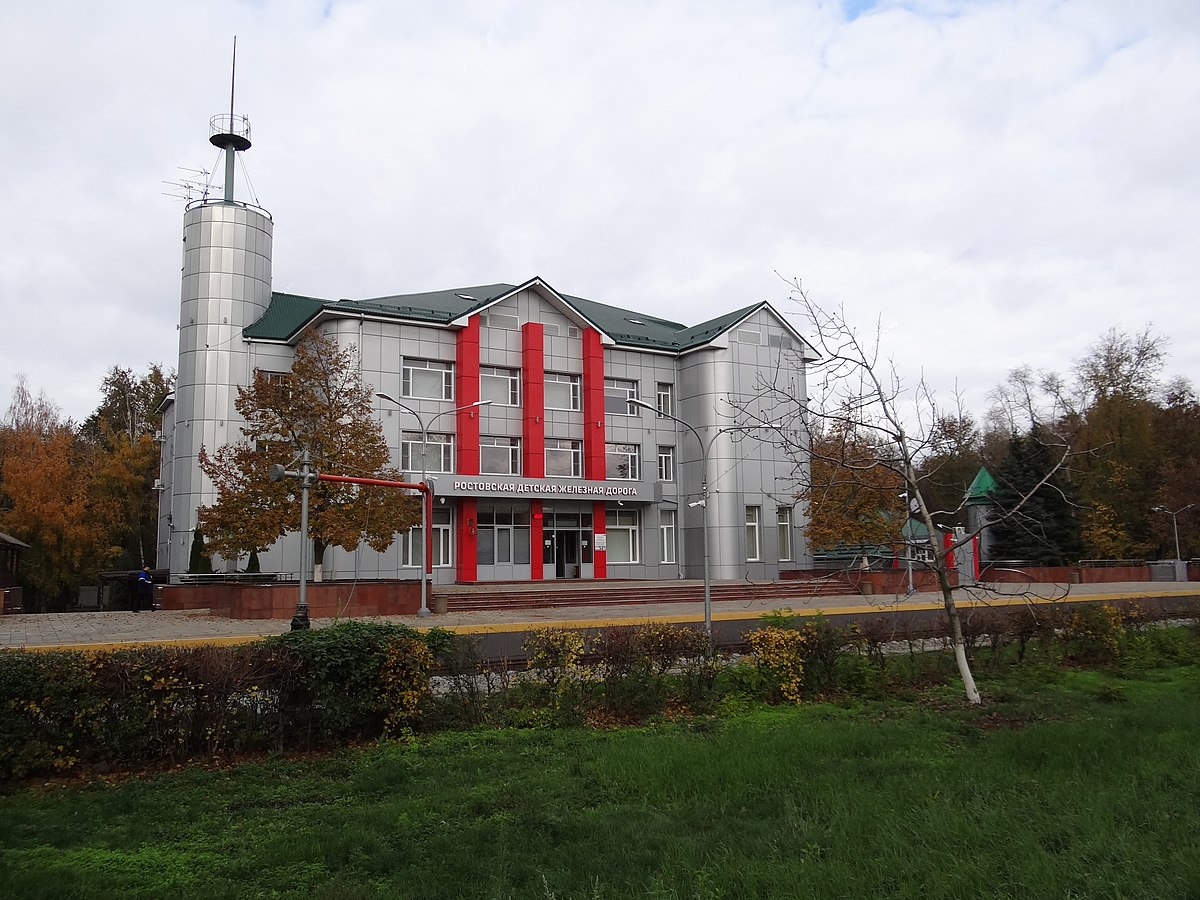
Управление ДЖД

Росто́вская де́тская желе́зная доро́га (до 2013 года — Ма́лая Се́веро-Кавка́зская желе́зная доро́га и́мени Ю́рия Алексе́евича Гага́рина) — детская железная дорога в городе Ростов-на-Дону. Располагается в парке имени Николая Островского, практически опоясывая его по периметру. Длина ДЖД 3,6 км.

## История
Идея создания детской железной дороги в Ростове-на-Дону принадлежит комсомольцам города. В мае 1936 года группа ростовских школьников принимает участие в слете юных строителей детских железных дорог, которое проводил Совет содействия строительству ДЖД под председательством академика Образцова.
Инициатива ростовчан получила поддержку Совета и в Ростове начали работать кружки юных железнодорожников. 4 августа 1940 года на торжественном митинге в честь Дня железнодорожника было объявлено о начале строительства Ростовской ДЖД.
Путь детской железной дороги, длина которой составила 3,6 км, был проложен кольцом вокруг Балабановской рощи.
К моменту открытия детской железной дороги было отстроено паровозное депо и две станции: имени Л. М. Кагановича и Деповская.
Дорога была хорошо оснащена: в депо были размещены мастерские с токарным, токарно-винторезным, фрезерным, строгальным и сверлильным станками; оба перегона располагали электрожезловой системой, телефонной и телеграфной связью.
В распоряжении ДЖД был состав «Малыш» из пяти мягких двухосных вагонов по 12 мест в каждом, которые были построены по проекту Днепропетровской ДЖД и паровоз.
Торжественное открытие детской железной дороги, получившей название Малой Ворошиловской, состоялось 9 ноября 1940 года.
В годы войны дорога бездействовала.
В 1945 году было принято решение о восстановлении детской железной дороги, которая к тому времени была уже переименована в Малую Северо-Кавказскую. Несмотря на серьёзные разрушения (практически все рельсы и шпалы во время войны были разобраны для строительства оборонительных сооружений, станционные постройки и депо требовали основательного ремонта) в июле 1946 года была завершена реконструкция первой очереди. Это был километровый участок пути от станции Деповская до бывшей станции им. Кагановича, переименованной в Победу. Руководил работами начальник ДЖД Ваган Акопович Миносян.
Открылось движение по малому кольцу. Длина ДЖД тогда составляла около двух километров.
1 августа 1948 года, в «Сталинский День железнодорожника», было открыто движение по большому кольцу, протяжённостью 3,15 км.
В ноябре 1949 года, к 32-й годовщине Октябрьской Революции, детская железная дорога была полностью восстановлена.
К тому времени дорога имела уже три станции: Победа, Оборонная (бывшая станция Деповская, будущая станция имени Вити Черевичкина) и Солнечная.

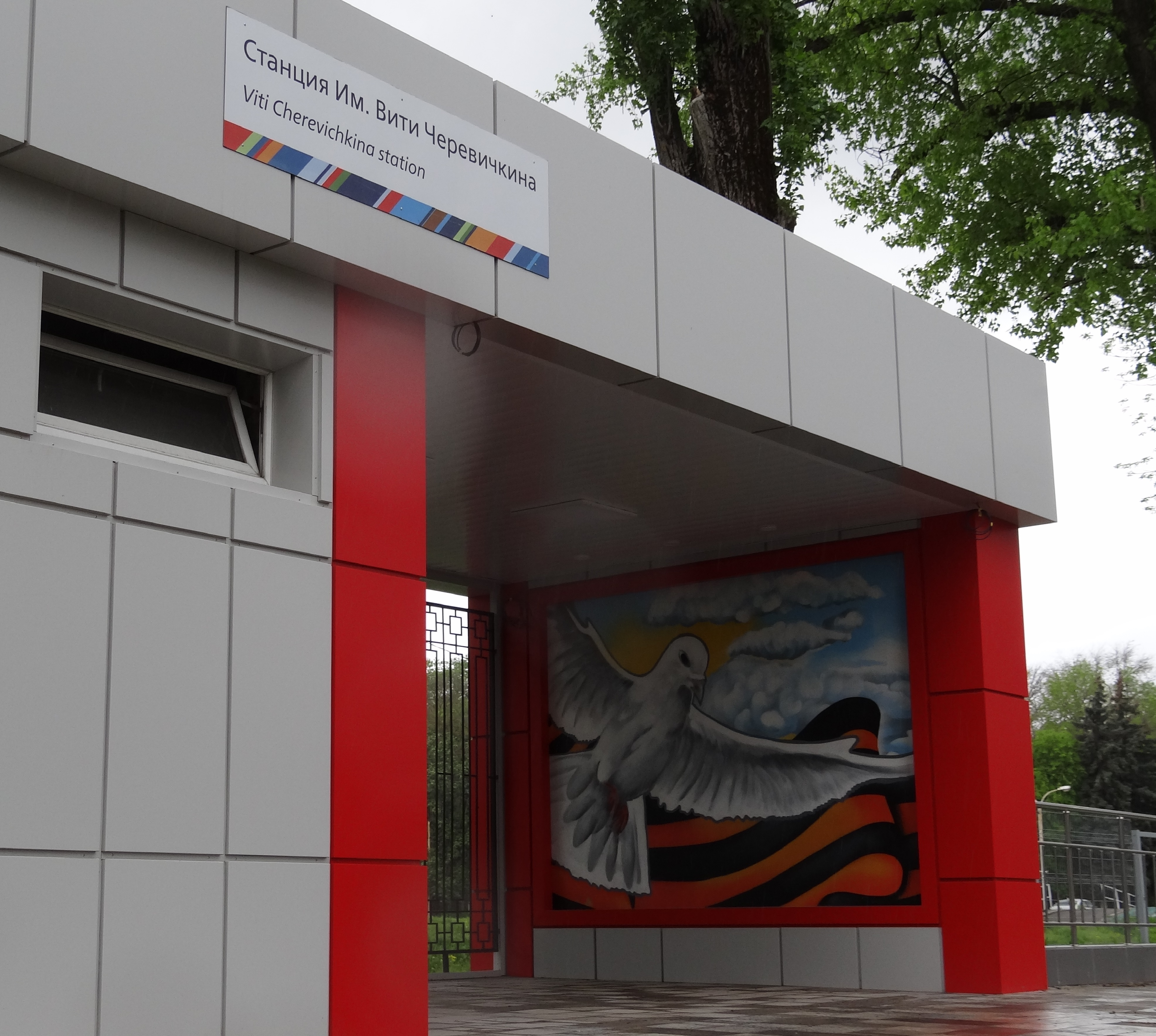
Станция имени Вити Черевичкина

В мае 1961 года детской железной дороге была переименована и ей было присвоено имя Юрия Гагарина.
В 1982 году вдоль путей Ростовской ДЖД, к установленным ранее металлическим фигурам крокодила Гены, Чебурашки, Оловянного солдатика и Гулливера, добавились новые электромеханические композиции: жирафы, Айболит, бегемот и другие.
Ростовская детская железная дорога располагает двумя именными составами: «Атаман Платов» и «Тихий Дон». (Эти названия были позаимствованы у фирменных поездов Северо-Кавказской железной дороги.) По воскресеньям курсируют оба состава одновременно: один с тепловозом, второй с паровозом. По остальным дням ходит лишь один, ведомый тепловозом.
К 2006 году дорога вновь была реконструирована. Произведена частичная были замена рельсов и стрелок возле депо. Все стрелочные переводы теперь оснащены электроприводами с включением в схему электрической централизации. Дорога оснащена новейшими микропроцессорными системами СЦБ, которые разработаны московской фирмой «Поливид». Их наличие позволяет диспетчеру контролировать положение всех единиц подвижного состава по всему маршруту. На дороге установлено девять светофоров, на четырёх переездах установлена световая и звуковая сигнализация. Также проведен ремонт вокзала на платформе имени Вити Черевичкина.
В 2018 году начата масштабная реконструкция с полной заменой путей и моста, с этого времени движение по всему участку детской железной дороги не осуществляется (полностью разобрано верхнее строение пути, мост и т. д.). 13 сентября 2022 года состоялось торжественное открытие реконструированной дороги. Реконструкция дороги шла этапами с 2018 года — и сейчас закончен первый. Второй этап рассчитан на 2022–2023 годы. Первый этап реконструкции включал обновление станции Солнечной на проспекте Шолохова, внутреннего помещения учебного здания железной дороги. Также заменили сами пути и реконструировали коммуникации. На втором этапе хотят восстановить станцию имени Вити Черевичкина и локомотивное и вагонное депо
В 2022 году протяженность ДЖД стала 3,20 км

## Подвижной состав
На данный[какой?] момент
1 паровоз, 4 тепловоза, 12 вагонов.
- Тепловоз ТУ2-152 (~1960)
- Тепловоз ТУ7А-3353 (с 2008)
- Тепловоз ТУ10-019 (26.07.2013 прибыл на ДЖД. Эксплуатация начата 4.05.2014)
- Тепловоз ТУ10-026 (31.07.2014 прибыл на ДЖД. Эксплуатация начата 19.07.2015)
- Паровоз Гр-185 (1948 года выпуска, в Ростове с 1981 года)                                                                                                                                                                                                                                                                                                                                                      В 1996 году паровоз потребовал серьёзного ремонта, и был отправлен в Тихорецк. Было принято решение списать его, но благодаря усилиям ветеранов локомотивной службы, было решено отремонтировать Гр-185, на это ушло около 4-х лет. И только летом 2000 года паровоз вернулся на детскую дорогу. В 2003 году Гр-185 отправлен в Златоуст на ремонт и освидетельствование котла. Во время ремонта устранили опасное повреждение котла (вырезали повреждённую часть котла и вварили заплату). Паровоз вернулся на ДЖД в августе 2004 года. В декабре 2010 года, паровоз был отправлен в Тихорецк на очередной ремонт. В ходе ремонта было выявлено, что колёсные пары и котёл (которым уже было по 64 года!), уже окончательно непригодны для эксплуатации, и их необходимо заменить. В 2014 году были изготовлены колёсные пары и котёл. 19.02.2015 паровоз полностью восстановлен. 14.04.2015 в 16:09 вернулся на ДЖД. Эксплуатация начата 1 мая 2015 года. Паровоз работает по воскресеньям и по праздникам.
- 9 вагонов ВП750 Камбарского машиностроительного завода (поступили в 2008, 29.12.2013 и 22.07.2014)
- 3 вагона PAFAWAG (С-Кв 027, С-Кв 245, С-Кв 269) (Работы по модернизации выполнены Дорожным конструторско-технологическим бюро Свердловской железной дороги) (Поступили 06.09.2022)

Ранее[когда?] были
- мотовоз Муг/2 (1940—1953)
- Паровоз ЮП-305 (собственный индекс, означающий «Юный Пионер» — Паровоз серии 159)[1][2] (1940-~1960)
- Паровоз Кч4-101 (1949—1982) (в настоящее время находится на привокзальной площади города в качестве памятника).
- 5 самодельных 12-местных двухосных вагонов (1940-~1960)
- 5 24-местных четырёхосных вагонов, построенных ростовским вагонным депо (1950-199х)
- 4 вагона ПВ40 (с 1983 по 2014) (в 2014 году 2 вагона были порезаны на металлолом, оставшиеся 2 вагона 14.04.2015 отправлены в музей Ж/Д техники на станцию Гниловская).
- Тепловоз ТУ2-173 (с 1960 по 2013) (Из за неисправностей было решено распилить ТУ2 на металлолом но чтобы этого не произошло, тепловоз был отправлен в музей Ж/Д техники на станцию Гниловская)
- 4 вагона ПВ40 — списаны. Решением генерального директора ОАО «РЖД» О. В. Белозерова подарены музею Тёсовской УЖД. Переданы в Тёсово 17 мая 2018 г.[3]

## Железнодорожный моделизм
C 2004 года в холле помещения станции Солнечная в период празднования Дня России (12 июня) ежегодно проводится железнодорожномодельная выставка «Локотранс-Юг», центральным экспонатом которой становится большой модульный макет железной дороги в типоразмере H0 (масштаб 1:87), выполненного по отечественному стандарту «ЛТ-модуль». Главным организатором выступает Ростовский клуб железнодорожного моделизма «Локотранс-Юг».

## Ростовская детская железная дорога в искусстве
- В 1967 году - сцена из фильма «Дай лапу, Друг!».